# Wieczernica szczawiówka
Wieczernica szczawiówka (Acronicta rumicis) – gatunek motyla z rodziny sówkowatych. Zasiedla lasy, łąki i pola uprawne krainy palearktycznej. Gąsienice są polifagiczne, żerujące na roślinności zielnej jak i drzewiastej.

## Taksonomia
Gatunek ten opisany został po raz pierwszy w 1758 roku przez Karola Linneusza jako Phalaena rumicis. Wyróżnia się w jego obrębie dwa podgatunki:
- Acronicta (Viminia) rumicis pallida (Rothschild, 1920)
- Acronicta (Viminia) rumicis rumicis (Linnaeus, 1758)

## Wygląd

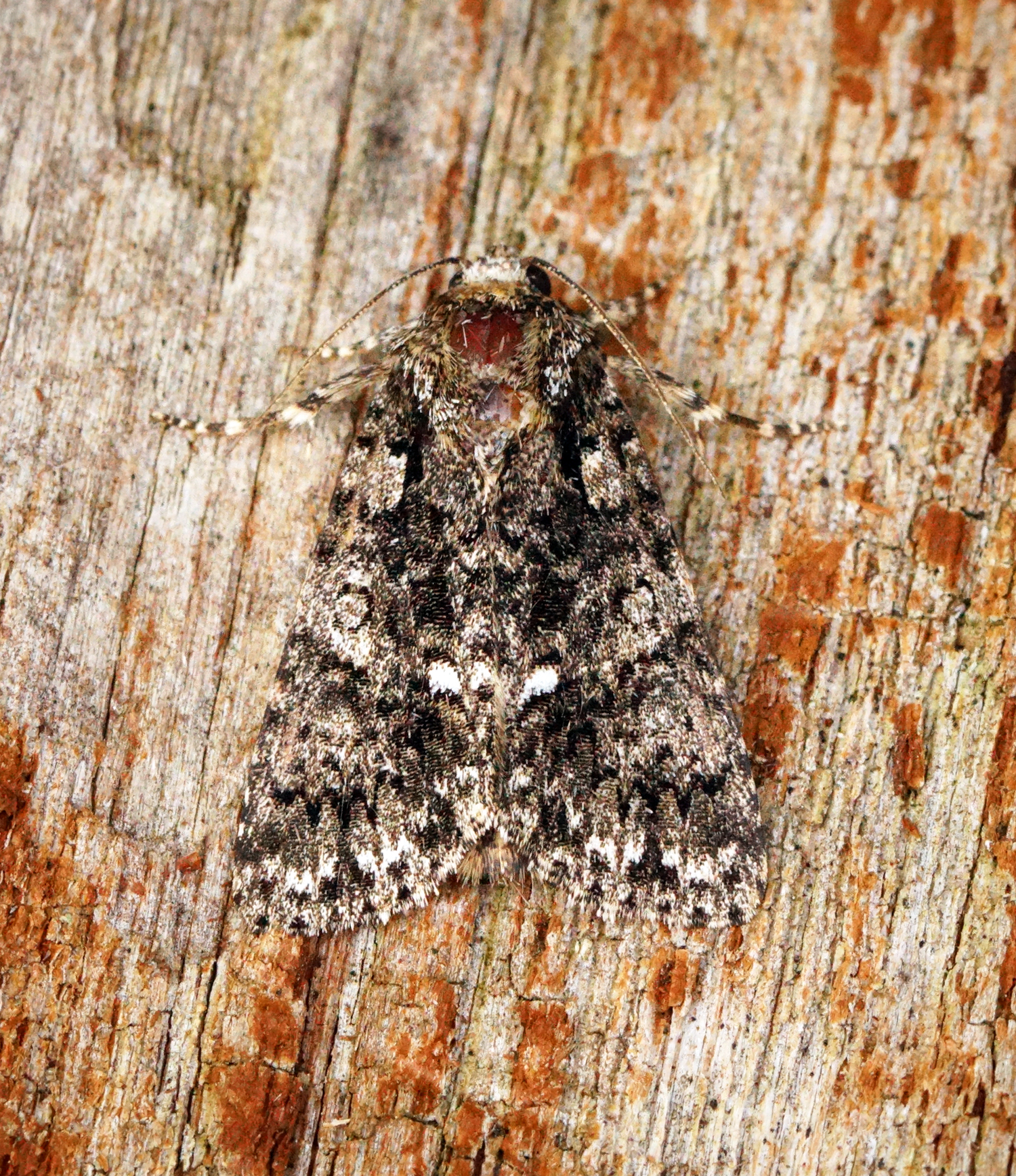
Zamaskowane imago w spoczynku

Motyl o rozpiętości skrzydeł od 30 do 39 mm. Głowę ma zaopatrzoną w szczecinowate u obu płci czułki, nieco ku górze odgięte głaszczki wargowe i dobrze wykształconą ssawkę. Przednie skrzydła mają tło szaroczarne, pozbawione są czarnych kresek podłużnych, mają słabo widoczną i silnie ząbkowaną przepaskę zewnętrzną, dobrze widoczną i również silnie ząbkowaną przepaskę falistą, wyraźne kontury plamek okrągłej i nerkowatej oraz białą plamkę  półksiężycowatego kształtu położoną po wewnętrznej stronie przepaski falistej i poniżej drugiej żyłki kubitalnej (zobacz: wzór skrzydeł sówek). Strzępina jest szaroczarna, a u jej nasady biegnie rządek drobnych, czarnych kropek. Tylne skrzydła są szarobrunatne z ciemniejszymi częściami zewnętrznymi.
Genitalia samca cechuje cienki unkus, gruby sakus, prostokątna walwa, zaś sakulus z końcem dystalnym zgiętym do wewnątrz i wystający poza brzeg kostalny walwy oraz z pojedynczym, długim wyrostkiem na brzegu wewnętrznym. Wygięty w części dystalnej edeagus ma wezykę zaopatrzoną w liczne i silnie zbudowane ciernie, ale pozbawioną płytkowatych sklerytów. Samica ma tylną krawędź siódmego sternitu wciętą pośrodku, a tylną jego część pozbawioną ziarenkowatych sklerytów. Jej torebka kopulacyjna ma korpus z przodu silnie rozszerzony, w części dystalnej pozbawiony listew oraz uchyłek poprzedzający przewód nasienny zaopatrzony w płytkę i pozbawiony poprzecznych zmarszczek. Długi, błoniasty przewód torebki kopulacyjnej jest podłużnie pomarszczony.

## Biologia i występowanie
Owad ten zasiedla lasy, łąki i pola uprawne. Owady dorosłe latają od maja do września. Dzień spędzają na kamieniach, murach i płotach. Gąsienice występują od czerwca do września i są polifagiczne. Wśród ich roślin żywicielskich wymienia się babki, szczawie, głogi, wierzby, wrzosy i pokrzywy. Przepoczwarczenie ma miejsce w ciemnoszarym oprzędzie utworzonym między liśćmi nad powierzchnią gruntu. Poczwarka jest naga.
Do parazytoidów larw tej wieczernicy należy Netelia fulvator z rodziny gąsienicznikowatych
Gatunek palearktyczny. W Europie podgatunek nominatywny znany jest ze wszystkich krajów oprócz Islandii. Podgatunek A. r. pallida podawany jest z Bułgarii i Cypru. W Polsce wieczernica szczawiówka jest stosunkowo pospolita na terenie całego kraju.